# 保祿·三木
保祿·三木（日语：／ Pauro Miki */?，1564年—1597年2月5日），又譯作保羅·三木、三木保祿、三木保羅，是日本安土桃山時代的吉利支丹，耶穌會傳教士，日本二十六聖人之一，因此又稱聖保祿·三木，位於上智大學旁的聖三木圖書館便是以他來命名。

## 早年
三木的父親是阿波國的三木判太夫，跟隨三好三人眾轉戰於河內國和攝津國等地，根據《國史大辭典》記載，三木就是在滯留河內國飯盛期間（現日本大阪府大東市和四條畷市飯盛城一帶）出生，另一方面《大英百科全書》日本版則指出他是生於攝津國（現日本兵庫縣東部及大阪府北部）或阿波國（現日本德島縣）。與此同時，《國史大辭典》也主張三木與其父親是在飯盛受洗，《日本大百科全書》則稱三木是在他4至5歲左右時受洗，天主教住吉教會則指出他是與其兄長於永祿11年（1568年）受洗。天正9年（1581年），他入讀了在安土城下新建的小神學校，天正14年（1586年）8月加入耶穌會，著手開始傳教，最初在有馬、大村和長崎，在取得成果後轉移至京都和大坂一帶，協助涅基-索爾多·奧爾甘蒂諾繼續傳教活動。

## 被殺
天正15年6月19日（1587年7月24日），豐臣秀吉頒佈了伴天連追放令，命令傳教士離開日本。慶長元年（1596年）12月8日，聖費利佩號事件爆發後，豐臣秀吉下令搜捕方濟各會會士和信眾，三木在兩日後與迪亞哥·喜齋等人受到牽連相繼被捕。翌年1月3日，三木被帶到京都，不但在堀川一條戻橋被割掉一邊耳朵，更被載上牛車在洛中遊街示眾，翌日在大坂和堺再度遊街示眾後關進了堺的牢房。同年1月8日，豐臣秀吉下令在長崎對處以磔刑，翌日在冒著嚴寒且衣衫單薄兼赤腳的情況下開始出發步行往長崎，2月5日在長崎西坂之丘處以磔刑而殉教。

## 身後
耶穌會眾在三木死後隨即禀報羅馬教廷，展開了宣福運動。1627年9月14日，三木獲教宗烏爾巴諾八世宣福，在其殉教265年後的1862年6月8日，庇護九世將與三木一同被處死的26人封聖，即日本二十六聖人，2月5日則視為「聖保祿·三木與同志殉教者」的瞻禮日，不過由於2月5日也是另一名聖人西西里的阿加莎的瞻禮日，因此按照年代先後，除了日本以外的教會都會延後一天至2月6日才作出紀念，日本的教會則獲教廷的特別批准，能夠在2月5日對三木進行紀念。三木死後曝屍達80日後，在得到關白的批准後運往了菲律賓等地，後來由贝尔纳·珀蒂让帶回日本，並且安置於位於現在兵庫縣寶塚市仁川高台的紹法耶的幼年耶穌修道會，另外部分聖髑則在慶長15年（1610年）運往了澳門，後來於1963年由澳門教區將其運返長崎，馬尼拉的聖依納爵教會也在同年將其手腕的遺骨和遺物運返長崎，並且安置於日本二十六聖人紀念館內。2019年11月24日，教宗方濟各在訪問日本期間於長崎西坂發表的演說中特別稱讚了三木的犧牲。

## 教堂
以三木為主保聖人的教會如下：
- 天主教住吉教會（兵庫縣神戶市東灘區住吉宮町）
- 天主教泉南教會（大阪府泉南市樽井）
- 天主教德島教會（德島縣德島市德島本町）
- 天主教甲賀教會（滋賀縣甲賀市甲南町（日语：甲南町）耕心）
- 天主教西新教會（福岡縣福岡市早良區城西）
- 天主教諫早教會（長崎縣諫早市天滿町）
- 天主教桑折教會（福島縣伊達郡桑折町上町）
- 天主教池田教會（北海道中川郡池田町字西2條）
- 天主教久慈教會（岩手縣久慈市中央）